# Campeonato Mundial de Patinaje de Velocidad sobre Hielo en Distancia Individual de 1998
El III Campeonato Mundial de Patinaje de Velocidad sobre Hielo en Distancia Individual se celebró en Calgary (Canadá) entre el 27 y el 29 de marzo de 1998 bajo la organización de la Unión Internacional de Patinaje sobre Hielo (ISU) y el organismo Speed Skating Canada.
Las competiciones se realizaron en el Anillo Olímpico.

## Medallistas

### Masculino
| Evento   | Oro                                    | Plata                                  | Bronce                                |
| -------- | -------------------------------------- | -------------------------------------- | ------------------------------------- |
| 500 m    | Hiroyasu Shimizu Japón 70,18 s         | Sylvain Bouchard · Canadá · 70,68 s    | Jeremy Wotherspoon · Canadá · 70,88 s |
| 1000 m   | Sylvain Bouchard · Canadá · 1:09,60    | Jeremy Wotherspoon · Canadá · 1:09,67  | Hiroyasu Shimizu Japón 1:09,83        |
| 1500 m   | Ådne Søndrål · Noruega · 1:46,43       | Ids Postma · Países Bajos · 1:47,08    | Roberto Sighel · Italia · 1:47,47     |
| 5000 m   | Gianni Romme · Países Bajos · 6:21,49  | Rintje Ritsma · Países Bajos · 6:25,55 | Bart Veldkamp · Bélgica · 6:27,58     |
| 10 000 m | Gianni Romme · Países Bajos · 13:08,71 | Bob de Jong · Países Bajos · 13:,22,64 | Frank Dittrich · Alemania · 13:30,33  |

### Femenino
| Evento | Oro                                           | Plata                                         | Bronce                                  |
| ------ | --------------------------------------------- | --------------------------------------------- | --------------------------------------- |
| 500 m  | Catriona Le May Doan · Canadá · 75,59 s       | Svetlana Zhurova · Rusia · 76,65 s            | Tomomi Okazaki Japón 76,68 s            |
| 1000 m | Christine Witty Estados Unidos 1:14,96        | Catriona Le May Doan · Canadá · 1:15,28       | Franziska Schenk · Alemania · 1:15,46   |
| 1500 m | Anni Friesinger · Alemania · 1:56,95          | Gunda Niemann-Stirnemann · Alemania · 1:57,20 | Claudia Pechstein · Alemania · 1:57,30  |
| 3000 m | Gunda Niemann-Stirnemann · Alemania · 4:01,67 | Claudia Pechstein · Alemania · 4:04,78        | Anni Friesinger · Alemania · 4:05,86    |
| 5000 m | Gunda Niemann-Stirnemann · Alemania · 6:58,63 | Claudia Pechstein · Alemania · 7:02,95        | Carla Zijlstra · Países Bajos · 7:08,94 |

## Medallero
| Núm. | País           | Oro | Plata | Bronce | Total |
| ---- | -------------- | --- | ----- | ------ | ----- |
| 1    | Alemania       | 3   | 3     | 4      | 10    |
| 2    | Canadá         | 2   | 3     | 1      | 6     |
| 2    | Países Bajos   | 2   | 3     | 1      | 6     |
| 4    | Japón          | 1   | 0     | 2      | 3     |
| 5    | Estados Unidos | 1   | 0     | 0      | 1     |
| 5    | Noruega        | 1   | 0     | 0      | 1     |
| 7    | Rusia          | 0   | 1     | 0      | 1     |
| 8    | Bélgica        | 0   | 0     | 1      | 1     |
| 8    | Italia         | 0   | 0     | 1      | 1     |
|      | TOTAL          | 10  | 10    | 10     | 30    |